# Erica anemodes
Erica anemodes är en ljungväxtart som beskrevs av Edward George Hudson Oliver. Erica anemodes ingår i släktet klockljungssläktet, och familjen ljungväxter. Inga underarter finns listade i Catalogue of Life.